# Hans Hirtz

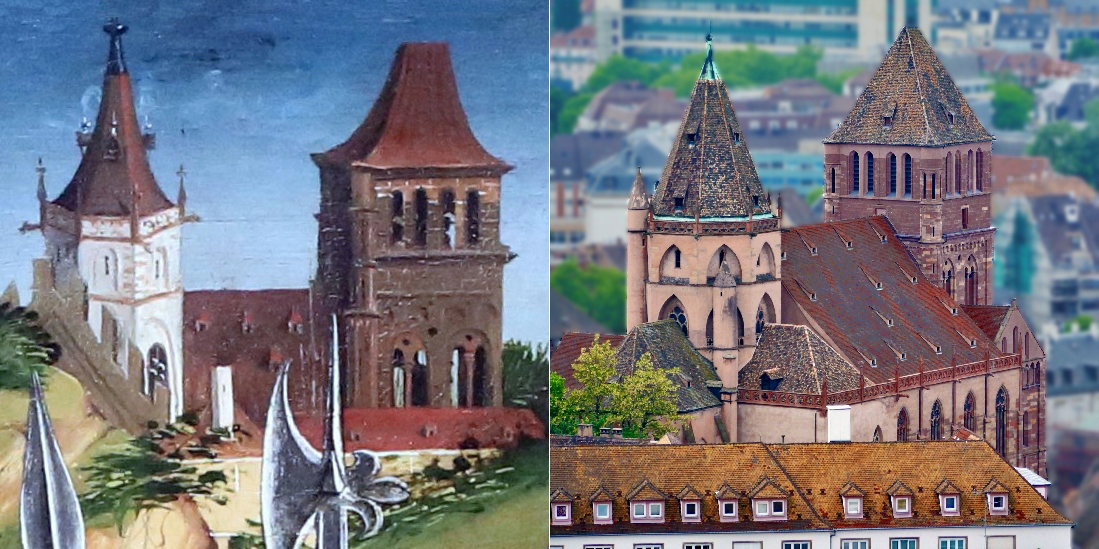
Un detall de la Porta de la Creu de la Passió de Karlsruhe i la mateixa església vista el 2015

Hans Hirtz   (1410 (Gregorià) - Estrasburg, 1466 (Gregorià)) o Hirtze va ser un pintor alemany dl'període gòtic tardà, reconegut com un pintor important pels historiadors de l'art ja al segle xvi. Va estar actiu entre 1421 i 1463 a Estrasburg i altres zones de l’Alt Rin. Els seus anys de naixement i mort són desconeguts, encara que una referència a la seva vídua en un document de 1466 mostra que va morir abans d'aquesta data; el document mostra que es va tornar a casar amb l'artista de vitralls d'Estrasburg Peter Hemmel.

## Mestre de la passió de Karlsruhe?
Pot ser identificable amb el pintor conegut com el Mestre de la Passió de Karlsruhe, el nom d'un artista destacat de l'escola del gòtic tardà de l'Alt Renà. Datats cap a l'any 1450, sis panells de la Passió de Karlsruhe es troben ara a la Staatliche Kunsthalle Karlsruhe i un dels depòsits de Crist es troba ara al Wallraf-Richartz-Museum de Colònia.